# Malpolon
Malpolon (Malpolon monspessulanus) – gatunek węża z kladu Caenophidia i rodziny Psammophiidae. Zamieszkuje południowo-zachodnią Europę i północno-zachodnią Afrykę. Wąż słabo jadowity o uzębieniu typu Opistoglypha.

## Systematyka
Rodzina Psammophiidae, do której należy malpolon, tradycyjnie zaliczana była w randze podrodziny (Psammophiinae) do rodziny połozowatych; niektóre analizy sugerują jednak, że podrodzina ta jest bliżej spokrewniona ze zdradnicowatymi niż z większością węży tradycyjnie zaliczanych do połozowatych. Lawson i in. (2005) zaliczyli nawet Psammophiinae do zdradnicowatych; natomiast Vidal i in. (2007) w swojej analizie zaliczyli tę podrodzinę do rodziny Lamprophiidae, siostrzanej do zdradnicowatych.

## Wygląd
Jeden z największych węży europejskich (150–180 cm, nawet do 2 m). Podobną długość ma wąż Eskulapa, jest jednak smuklejszy. Charakterystyczny kształt głowy o wyraźnie skróconym pysku. Duże oczy w ciemnej obwódce. Charakterystyczne tarczki nad oczami. Źrenica okrągła. Ubarwienie od jasnoszarego, poprzez oliwkowo-brązowe do szaroczarnego. Samce zawsze jednolicie ubarwione, samice mogą mieć ciemne plamki.

## Występowanie
Południowo-zachodnia Europa od Półwyspu Iberyjskiego przez południową Francję po północno-zachodnie Włochy (zachodnia Liguria) oraz północno-zachodnia Afryka – od Sahary Zachodniej przez Maroko po północną Algierię. W niektórych źródłach jako miejsce występowania podaje się też Tunezję (na mapce w Czerwonej księdze gatunków zagrożonych IUCN zasięg zahacza o północno-zachodnią część tego kraju, ale nie jest on wymieniony w tekście). Nazwy francuska i angielska, odpowiednio couleuvre de Montpellier i Montpellier snake, sugerują wąski zasięg występowania, choć nie odpowiada to prawdzie (Montpellier na południu Francji wskazano jako miejsce typowe).
Występuje zarówno na nizinach, jak i w górach (do 2160 m n.p.m.).

## Systematyka
Za podgatunek malpolona uznawany był Malpolon insignitus (zamieszkujący m.in. Półwysep Bałkański, wyspy greckie, Turcję, Kaukaz i Afrykę północno-wschodnią), został on jednak w 2006 roku uznany za odrębny gatunek na podstawie badań genetycznych.
Obecnie wyróżnia się dwa podgatunki M. monspessulanus, które zamieszkują:
- Malpolon monspessulanus monspessulanus (Hermann, 1804) – Maroko, Algieria, Półwysep Iberyjski, południowa Francja, północno-zachodnie Włochy
- Malpolon monspessulanus saharatlanticus Geniez, Cluchier & de Haan 2006 – Maroko, Sahara Zachodnia

## Etologia
Dzienno-zmierzchowy. Bardzo płochliwy. Jedynie w sytuacji bez wyjścia syczy i może ukąsić. Z punktu widzenia człowieka uważa się go za węża warunkowo jadowitego. Zęby jadowe posiada z tyłu szczęki, więc nie każde ukąszenie oznacza wprowadzenie jadu. Na człowieka jad działa stosunkowo słabo, powoduje silny ból głowy i bolesny obrzęk w miejscu ukąszenia. Nie zagraża jednak życiu. Z uwagi na dużą płochliwość ukąszenia zdarzają się bardzo rzadko.

## Pożywienie
Jaszczurki, węże (w tym również żmije, prawdopodobnie odporny jest na ich jad), myszy, ptaki. Młode osobniki żywią się większymi owadami. Ofiary ściga z dużą szybkością. Zabija lub osłabia ofiary jadem, niekiedy także dusi. Mniejsze ofiary połyka żywcem.

## Rozmnażanie
Gody przypadają na kwiecień–czerwiec. Samica składa od 4 do 20 jaj (lipiec–sierpień), które umieszcza w stosach liści, w wilgotnej glebie, w zagłębieniach murów lub w norach królików. Niekiedy kilka samic może składać jaja w jednym miejscu. Młode węże wylęgają się po 2–3 miesiącach.

## Literatura
- Ulrich Gruber – Płazy i gady. Gatunki środkowoeuropejskie. Przewodnik kieszonkowy. Wyd. Multico. Warszawa 1997. ISBN 83-7073-114-7.